# Piper barbicuspe
Piper barbicuspe är en pepparväxtart som beskrevs av William Trelease. Piper barbicuspe ingår i släktet Piper och familjen pepparväxter. Inga underarter finns listade i Catalogue of Life.